# Кварта (музикален термин)
Кварта (на латински: quarta – „четвърта“) е музикален интервал, при който отстоянието между двата тона в рамките на диатоничната тоналност е 3 степени (сол – до).
Квартата може за бъде чиста – 2 и половина тона, както и увеличена и умалена (с половин тон).
По същество квартата и квинтата могат да се определят като свои взаимни обращения. Това особено личи при квартовия и квинтовия кръг на музикалните тоналности.
В класическата теория на музиката е забранено да бъдат използвани паралелни кварти, въпреки че още от времето на Лудвиг ван Бетовен има многобройни изключения.
Върху квартовия тон на музикалната тоналност се строи един от най-важните акорди за тоналността – субдоминантния.